# Радомін (Вармінсько-Мазурське воєводство)
Радомін (пол. Radomin, нім. Radomin) — село в Польщі, у гміні Нідзиця Нідзицького повіту Вармінсько-Мазурського воєводства.
Населення — 100 осіб (2011).
У 1975-1998 роках село належало до Ольштинського воєводства.

## Демографія
Демографічна структура станом на 31 березня 2011 року:
|          | Загалом | Допрацездатний вік | Працездатний вік | Постпрацездатний вік |
| -------- | ------- | ------------------ | ---------------- | -------------------- |
| Чоловіки | 53      | 8                  | 39               | 6                    |
| Жінки    | 47      | 9                  | 29               | 9                    |
| Разом    | 100     | 17                 | 68               | 15                   |